# Orkanen Lorenzo
Orkanen Lorenzo var den tolfte namngivna stormen och den fjärde orkanen i den atlantiska orkansäsongen 2007. Lorenzo bildades utanför Campechebukten och ökade snabbt i styrka till orkan.

## Stormhistoria

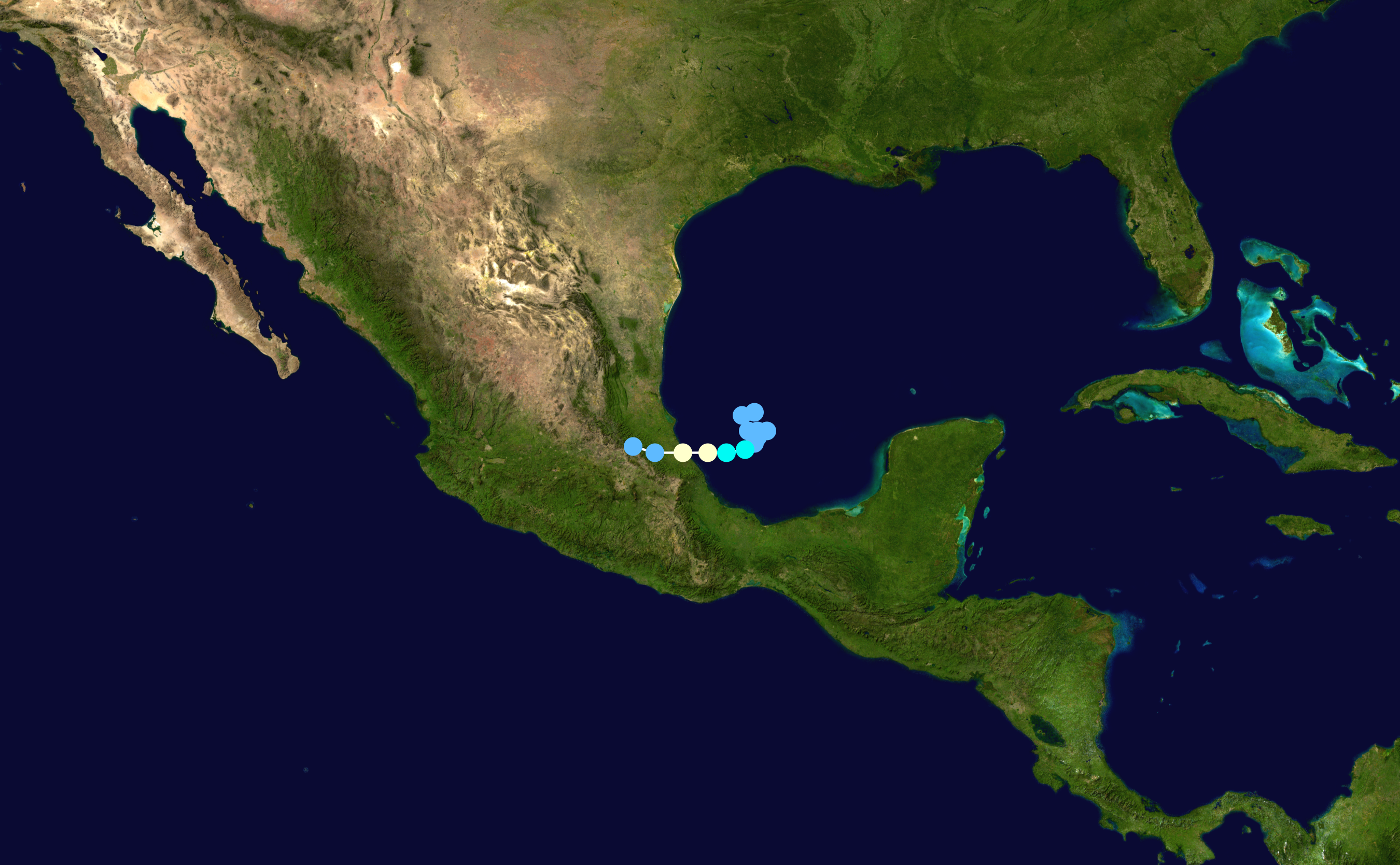
Lorenzos bana.

En tropisk våg tog sig in i Mexikanska golfen den fjärde veckan i september. Den började sakta att organisera sig på eftermiddagen den 25 september utanför Tampico, Mexiko. Det amerikanska flygvapnet skickade samma dag upp en orkanjägare för att undersöka systemet. Den kunde där se att systemet hade utvecklats till en tropisk depression.
Den tropiska depression rörde sig sakta in emot Campechebukten. Depression ökade något i styrka den 26 september och nådde samma styrka som en tropisk storm. Den 27 september ökade den snabbt i styrka och blev den tropiska stormen Lorenzo. Endast 7 timmar senare blev den uppgraderad till orkan.

## Förberedelser
En tropisk stormvarning utfärdades vid kusten för den centrala delen av Mexikanska golfen den 26 september. När den snabbt ökade i styrka, blev det en orkanvarning. Inga evakuationer ägde rum direkt när Lorenzo närmade sig, fast skydd sattes upp i Veracruz och man stängde lokala skolor. Premx oljeproduktion fortsatte trots risker för skador på anläggningar.